# José Miranda y Fontao
José Miranda y Fontao fue un marino español que luchó contra las invasiones británicas al Río de la Plata y contra la emancipación de las Provincias Unidas del Río de la Plata. Alcanzó el grado de brigadier general de marina y fue mayor general de la Real Armada.

## Biografía
Nació en San Fernando (Cádiz) en 1781, hijo del capitán de navío de la Real Armada José de Miranda.
En 1795 ingresó a la Real Marina como guardamarina en la Compañía de Cádiz.
Con el grado de alférez de navío fue destinado a la fragata de 38 cañones Nuestra Señora de la Asunción, al mando del capitán Juan Domingo Deslobbes, afectada al Apostadero de Montevideo.

### Naufragio de laAsunción
El 6 de mayo de 1805 la fragata Asunción zarpó del apostadero uniéndose entre el Cerro y Punta de Piedras con la corbeta Fuerte de 14 cañones, mandada por el teniente de navío Baltasar Unquera, para iniciar un crucero con el fin de interceptar el paso de unidades británicas.
Al anochecer, marchaba seguida a corta distancia por la Fuerte con rumbo NE para evitar el Banco Inglés por la pronunciada bajante con velamen reducido y sin que el práctico pudiera ver adecuadamente el fondo a causa de la turbulencia, la creciente oscuridad y los chubascos que envolvían la nave, cuando la Asunción encalló y aunque hizo un rápido disparo de advertencia, la Fuerte varó también perdiendo en el choque los palos mayor y de mesana y el timón. La Fuerte consiguió zafar aprovechando un golpe de mar y maniobrando con el trinquete, tras lo que ancló a una milla de distancia en profundidad de 8 brazas, pero quedó imposibilitada de auxiliar a la Asunción al ser destrozados sus botes por la caída de los palos.
La Asunción trató a su vez de echar sus botes al mar pero uno de los embates de las olas la tumbaron sobre un costado. Como medio de adrizar, Deslobbes ordenó hachar los tres palos y aligerar la nave.
Finalmente la fragata zafó pero el agua ingresó rápidamente por los rumbos abiertos en el casco con lo que la situación se hizo desesperada. Encarando ya el inevitable naufragio, el comandante ordenó fondear un ancla a una milla de la Fuerte e improvisar cinco jangadas.
Al anochecer el alférez de fragata Domingo de Mesa fue enviado con el chinchorro y seis hombres a Montevideo para comunicar la situación y solicitar auxilio pero el oficial perdió el rumbo. Entretando, Deslobbes reunió una junta de oficiales que decidió empezar de inmediato el transbordo de la tripulación a la Fuerte utilizando para ello el único bote que quedaba, lo que haría necesario realizar varios viajes.
La junta comisionó a José Miranda y Fontao para conducir el primer viaje. En el momento en que se iniciaba el embarco, a las 21 horas, saltaron las cubiertas de las escotillas y el agua se precipitó en la batería. De inmediato se cortó el cable del bote y se botaron con rapidez las jangadas, mientras se disparaban cañonazos y cohetes para advertir a la Fuerte del naufragio.
Miranda y Fontao viendo como la proa de la fragata se hundía con rapidez, tras recoger a un guardián que se había arrojado al agua desde popa, procuró alejarse a fuerza de remos del remolino del buque. El bote permaneció media hora en el sitio del naufragio buscando inútilmente sobrevivientes tras lo que puso rumbo al NO 1/4 O y, tras pasar por el norte de la isla de Flores, a las 3 de la mañana los sobrevivientes alcanzaron tierra.
Veintidós personas se salvaron en el bote y el chinchorro, entre ellas los dos oficiales que los conducían y los pilotos José Freire y Andrade y Antonio Acosta. El resto de la tripulación de 294 hombres pereció.

### Invasiones británicas al Río de la Plata
Tras el naufragio prestó servicio en varias naves en el Río de la Plata y en al menos una oportunidad viajó a las Islas Malvinas.
Al producirse la primera invasión británica al Río de la Plata en 1806, Miranda y Fontao servía en la goleta Dolores. Al organizar Santiago de Liniers la expedición para reconquistar la ciudad de Buenos Aires, Miranda y Fontao fue puesto al mando de una de las lanchas cañoneras. Al amanecer del 4 de agosto se vio obligado a varar la nave en la playa de la Recoleta, tras lo que se incorporó al ejército de Liniers agregándose al destacamento de marinería al mando de Juan Ángel Michelena.
Durante la reconquista permaneció al mando de una sección de la infantería de marina. Mientras avanzaba dando apoyo a una pieza de a 18, al ver que los británicos habían capturado un cañón, cargó sable en mano recibiendo una descarga: su caballo recibió cinco balazos y él uno en la mano y otro que le partió el sable.

### Guerra de independencia
Posiblemente formó parte de las fuerzas enviadas al Alto Perú para reprimir los movimientos de La Paz y Chuquisaca en 1809, ya que tras la Revolución de Mayo de 1810 en Buenos Aires formaba en las filas del Batallón Real en el Alto Perú. Tras la derrota realista en la Batalla de Suipacha consiguió huir, llegó a la costa y desde allí a Lima.
Destinado nuevamente al Apostadero de Montevideo, arribó en abril de 1811 y fue destinado a la escuadrilla que bloqueaba la ciudad de Buenos Aires. Sirvió a bordo del bergantín Cisne, participando del tercer bombardeo de Buenos Aires y en la corbeta Neptuno.
Según algunas fuentes fue comandante del queche Hiena, buque apresado a los patriotas en la Sublevación de Carmen de Patagones.
Al caer Montevideo tras la Campaña Naval de 1814, fue hecho prisionero y enviado al campamento de prisioneros de Las Bruscas. En mayo de 1820 consiguió escapar, pasar a Montevideo y de allí a Río de Janeiro, llegando a Cádiz el 8 de mayo de 1821.

### Carrera posterior
En su patria obtuvo el mando del bergantín Cometa y fue segundo comandante de Ayamonte.
En 1829 fue ascendido a capitán de fragata y destinado a La Habana, En 1843 fue ascendido a capitán de navío.
Tuvo a su cargo la provincia de La Coruña y en 1846 pasó a retiro, siendo condecorado con el hábito de Caballero de Santiago y la Cruz de San Hermenegildo.
Aún encontrándose en situación de retiro, fue uno de los secretarios del monarca y, promovido a brigadier general de marina, ocupó el cargo de mayor general de la Real Armada.
Falleció el 9 de septiembre de 1855.